# Entradas arremessadas
No beisebol, entradas arremessadas (innings pitched, denotadas IP) são o número de entradas que um arremessador concluiu, medido pelo número de rebatedores  e corredores que são eliminados enquanto ele está no jogo. Três eliminações feitas são iguais a uma entrada arremessada. Uma eliminação conta como um terço de uma entrada, e duas eliminações contam como dois terços de uma entrada. Às vezes, a estatística é escrita 34,1, 72,2 ou 91,0, por exemplo, para representar, respectivamente, 34 entradas e 1/3, 72 entradas e 2/3 e 91 entradas exatas.
Corredores deixados em base pelo arremessador não são contados na determinação de entradas arremessadas. É possível para um arremessador entrar no jogo, ceder várias rebatidas e possivelmente até várias corridas, e ser retirado antes de conseguir qualquer eliminação, com isso registrando um total de zero entradas arremessadas.

## Declínio
Na Major League Baseball, os únicos jogadores ativos no top 50 ao fim da temporada de 2006 foram Roger Clemens (ranqueado em 15º com 4.817,2 IP), Greg Maddux (ranqueado em 22º com 4.616,1 IP) e Tom Glavine (ranqueado em 37º com 4.149,2 IP). Isto porque, ao longo do tempo, as entradas arremessadas diminuíram. Vários fatores são responsáveis por este declínio:
- De 1876–1892, os arremessadores lançavam a uma distância de 50 pés (15,24 metros) e exerciam menos estresse nos seus braços (também, arremessadores muitas vezes lançavam underhand (movimento com o braço por baixo do ombro, usado hoje no softbol) naquela era); Naquela era, totais de entradas arremessadas de 600 não eram incomuns.

- Em 1892, os arremessadores foram movidos para trás para 60 pés (18,29 metros). Contudo, eles freqüentemente ainda lançavam 400 entradas numa temporada. Isto porque o home run era muito menos comum e os arremessadores muitas vezes conservavam a força do braço durante todo o jogo.

- De 1920 à década de 1980, a rotação de quatro homens foi bem estabelecida. Os arremessadores não podiam mais lançar 400 entradas numa temporada, com o home run podendo ser marcado a qualquer momento. O líder da liga em entradas arremessadas muitas vezes lançava algo como mais de 300. Ocasionalmente, as entradas arremessadas poderiam aumentar, como no começo dos anos 1970, quando Wilbur Wood arremessou 376,2 em 1972 e depois 359,1 em 1973.

- Dos anos 1980 até hoje, a rotação de quatro homens foi substituída pela rotação de cinco homens, com um fraco quinto homem podendo muitas vezes ser pulado em dias livre. Além disso, treinadores começaram a usar seus bullpens cada vez mais, acelerando a queda em entradas arremessadas. Hoje, raramente mais de um arremessador em uma liga arremessa mais de 250 entradas.